# Hålldammssjön, Dalarna
Hålldammssjön är en sjö i Orsa kommun i Dalarna och ingår i Dalälvens huvudavrinningsområde. Sjön har en area på 0,0914 kvadratkilometer och ligger 317,9 meter över havet. Sjön avvattnas av vattendraget Laduån.

## Delavrinningsområde
Hålldammssjön ingår i det delavrinningsområde (680954-145084) som SMHI kallar för Förgrening. Medelhöjden är 424 meter över havet och ytan är 9,69 kvadratkilometer. Räknas de 4 avrinningsområdena uppströms in blir den ackumulerade arean 29,9 kvadratkilometer. Laduån som avvattnar avrinningsområdet har biflödesordning 4, vilket innebär att vattnet flödar genom totalt 4 vattendrag innan det når havet efter 407 kilometer. Avrinningsområdet består mestadels av skog (86 procent) och sankmarker (11 procent). Avrinningsområdet har 0,09 kvadratkilometer vattenytor vilket ger det en sjöprocent på 0,9 procent.